# Madis Kõiv
Madis Kõiv (ur. 5 grudnia 1929 w Tartu, zm. 24 września 2014) – estoński prozaik i dramaturg, z wykształcenia fizyk.

## Życiorys
Szkołę podstawową i średnią ukończył w Tartu. W latach 1948–1953 na Uniwersytecie w Tartu podjął studia na wydziale matematyczno-fizycznym. Następnie do 1961 r. pracował jako wykładowca na politechnice w Tallinnie. Następnie w latach 1961-1973 zatrudniony był w Instytucie Fizyki i Astronomii uniwersytetu w Tartu oraz w latach 1973-1991 jako starszy pracownik naukowy Instytutu Fizyki. Autor szeregu artykułów z dziedziny fizyki kwantowej i fizyki jądrowej. 

## Twórczość
Kõiv interesował się literaturą od najwcześniejszych lat. W kręgach artystycznych działał od lat 50. XX w., choć podejmowane wówczas próby literackie nie były nigdzie publikowane. Pierwszym tekstem Kõiva, który został opublikowany drukiem była sztuka teatralna pt. Küüni täitmine napisana wraz z Hando Runnelem. Kõiv wydał ją w 1978 r. pod pseudonimem Jaanus Andreus Nooremb na łamach miesięcznika Looming.
Kõiv współpracował również z Vaino Vahingiem. Razem napisali sztukę teatralną zatytułowaną Faehlmann. Keskpäev. Õhtuselgus (1984) oraz oryginalną formalnie powieść Endspiel. Laskumine orgu (1988), pisaną w formie rozmowy fizyka z psychiatrą na temat skomplikowanego losu Estonii.
Pod koniec lat 80. Kõiv zaczął publikować pod własnym nazwiskiem teksty, które pisał wcześniej do szuflady. Jego prace dość szybko ściągnęły uwagę krytyków literackich oraz przyniosły uznanie i nagrody. Czterokrotnie otrzymał nagrodę im. Friedeberta Tuglasa przyznawaną za najlepsze opowiadanie: w 1991 r. za opowiadanie Film, opublikowane na łamach pisma Vikerkaar, w 1993 r. za opowiadanie Igavese physicus'e elu, w 2005 r. za opowiadanie Nuuma Aljla oraz w 2014 r. za tekst pt. Vikat. Trzykrotnie został wyróżniony państwową nagrodą kulturalną w dziedzinie literatury: w 1991 r. za sztukę pt. Kokkusaamine, w 1995 r. za sztukę Filosoofipäev oraz w 1999 r. za tekst Stseene saja-aastasest sõjast.

## Dzieła
- 1978 - Küüni täitmine: Irvemäng kolmes vaatuses kolmeteistkümnele tegelasele (Looming nr 4 z 1978 r., wraz z Hando Runnelem, pod pseudonimem Jaanus Andreus Nooremb).
- 1984 - Faehlmann" Tallinn: Eesti Raamat (sztuka teatralna, wraz z Vaino Vahingiem).
- 1987 - Põud ja vihm Põlva kihelkonnan nelätõistkümnendämä aasta suvõl (wraz z Aivo Lõhmusem).
- 1988 - Endspiel: laskumine orgu (powieść, wraz z Vaino Vahingiem).
- 1994 - Rännuaastad. Studia Memoriae I
- 1995 - Kolm tamme. Studia Memoriae III
- 1996 - Aken
- 1997 - Kolm näitemängu
- 1998 - Kalad ja raamatud. Studia Memoriae IV
- 1998 - Küüni täitmine
- 1999 - Kähri ker'ko man Pekril. Studia Memoriae II
- 2000 - Attika apooria, Elea tragöödia
- 2002 - Keemiline pulm: Autobiographia cryptika
- 2004 - Päev (powieść)
- 2005 - Luhta-minek (tom esejów)
- 2005 - Nuuma Alja testament